# Очамчире
Очамчире, або Очамчира (груз. ოჩამჩირე, абх. Очамчыра) — місто в Грузії на березі Чорного моря, засноване в V ст. до н. е. греками-колоністами. Перебуває під контролем самопроголошеної Республіки Абхазія.
Місто розташоване на висоті 5 м над рівнем моря, відстань до Сухумі — 50 кілометрів, до Тбілісі — 351 км. Клімат — середземноморський. Середня температура — 15,6 °C, температура січня — 4,5 °C, липня — 23 °C.
Середня кількість опадів — 1300 мм.

## Міста-побратими
- Бендери (Молдова);
- Кострома (Росія);
- Видне (Росія).

## Населення
За даними перепису 1979 року чисельність населення становила 18 700 осіб, за переписом 1989 року - 20 379 осіб, з яких грузини склали 58,2%, абхази - 18,2%, росіяни - 14,7%, вірмени - 3,3%, але після війни в Абхазії чисельність населення міста значно скоротилася. За останніми даними населення міста склало 4702 особи в 2003 і 5280 осіб в 2011 (в основному абхази (72,7%), а також грузини (10,4%), російські (10,0%) і вірмени (3,1%)).

## Історія
На початку IX століття Егрісі-Лазіка спільно з Абазгією, що посилилася, утворила Абхазьке царство. Згідно з грузинськими літописами, цар Леон II розділив своє царство на вісім князівств: власне Абхазію, Цхумі, Бедію, Гурію, Рачу і Лечхумі, Сванетію, Аргветі та Кутаїсі. Очамчира перебувала у межах Бедійського ериставства (Мегрелія).
На середину X ст. Абхазьке царство досягає найбільшого розширення своїх кордонів: воно охоплює всю Західну і значну частину Східної Грузії, а на півночі тягнеться вздовж чорноморського узбережжя аж до району сучасної Анапи. У Нижній Картлі воно дійшло до міста Самшвілде, а також підкорило південну частину Тао-Кларджеті, з 1008 абхазьке царство трансформується в Єдине Грузинське царство.
Аж до початку 18 століття Очамчира була територією Мегрельського князівства Дадіанів, але після смерті Левана II Дадіані (1657) Мегрельське князівство швидко слабшає. Наприкінці 17 століття в князівстві сталася смута, яка призвела до втрати багатьма дворянами та князями своїх родових сіл, а для володарів Дадіані подібна ситуація обернулася вигнанням. Владу узурпував царедворець дворянин Кація Чіковані. Дворянство не прийняло його влади і розпочалося протистояння, яке закінчилося твердженням у князівському володінні сина Кація Георгія IV Ліпартіані, який прийме прізвище володарів Дадіані
В Очамчирі можна побачити руїни римської лазні, середньовічні оборонні мури та інші будівлі. У навколишніх селах Агубедіа, Моква та Ілор збереглися пам'ятники архітектури X-XVII століть: Моквський собор Успіння Пресвятої Богородиці, збудований у третій чверті X століття абхазьким царем Леоном III; Бедійський собор, зведений наприкінці X століття на честь Влахернської Богоматері; Білокам'яний Ілорський храм, що діє донині, є головним паломницьким центром для жителів Західної Грузії та Абхазії. Наприкінці XVIII століття тут було споруджено літню резиденцію володарів князів Чачба. Також у місті розташовувалися резиденції дворян Маан та Козмаа.
За роки радянської влади було збудовано: олійноекстракційний, консервний заводи, дві чайні фабрики, тютюново-ферментаційне підприємство, промисловий комбінат, птахофабрика, залізнична станція.
В ході російсько-грузинської війни місто сильно постраждало.[джерело?]
У ході чорноморської кампанії під час російського вторгнення в Україну з 2022 року сили оборони України завдавали значних втрат російському флоту за допомогою морських безпілотників і ракетних ударів. Це призвело до того, що Севастопольська морська база перестала бути безпечним місцем для російських кораблів, а перебазування до Новоросійська несло загрозу роботі нафтових терміналів. Тому з жовтня 2023 року було розпочато процес розширення військово-морської бази поблизу Очамчира.

## Уродженці міста
Убірія Вахтангі Шалвович (22.08.1950 — 22.03.2021) - український спортсмен, бізнесмен, політичний та державний діяч мегрельського походження.